# Jefferson Díaz
Jefferson Abel Díaz Beleño (San Andrés, Colombia; 5 de diciembre de 2000) es un futbolista colombiano. Juega de defensa central y su equipo actual es el Minnesota United de la Major League Soccer.

## Trayectoria
Díaz comenzó su carrera en las inferiores del Real Cartagena. Debutó en el primer equipo del club el 3 de julio de 2017 ante la Unión Magdalena en la Categoría Primera B.
Jugó 5 temporadas en el Cartagena, y en febrero de 2022, Díaz firmó en el Valledupar FC.
En enero de 2023, el defensor dio el salto a Primera y se incorporó al Deportivo Cali. Debutó en la Categoría Primera A el 12 de febrero ante Atlético Nacional.
El 29 de julio de 2024, Díaz firmó en el Minnesota United de la Major League Soccer.

## Estadísticas
Actualizado al último partido disputado el 25 de noviembre de 2024.
| Club                            | Div.          | Temporada     | Liga  | Liga  | Copas nacionales | Copas nacionales | Copas internacionales | Copas internacionales | Total | Total |
| Club                            | Div.          | Temporada     | Part. | Goles | Part.            | Goles            | Part.                 | Goles                 | Part. | Goles |
| ------------------------------- | ------------- | ------------- | ----- | ----- | ---------------- | ---------------- | --------------------- | --------------------- | ----- | ----- |
| Real Cartagena · Colombia       | 2.ª           | 2017          | 5     | 0     | —                | —                | —                     | —                     | 5     | 0     |
| Real Cartagena · Colombia       | 2.ª           | 2018          | 0     | 0     | 1                | 0                | —                     | —                     | 1     | 0     |
| Real Cartagena · Colombia       | 2.ª           | 2019          | 1     | 0     | —                | —                | —                     | —                     | 1     | 0     |
| Real Cartagena · Colombia       | 2.ª           | 2020          | 13    | 1     | 4                | 0                | —                     | —                     | 17    | 1     |
| Real Cartagena · Colombia       | 2.ª           | 2021          | 24    | 2     | 2                | 0                | —                     | —                     | 26    | 2     |
| Real Cartagena · Colombia       | Total club    | Total club    | 43    | 3     | 7                | 0                | 0                     | 0                     | 50    | 3     |
| Valledupar · Colombia           | 2.ª           | 2022          | 25    | 2     | 4                | 1                | —                     | —                     | 29    | 3     |
| Valledupar · Colombia           | Total club    | Total club    | 25    | 2     | 4                | 1                | 0                     | 0                     | 29    | 3     |
| Deportivo Cali · Colombia       | 1.ª           | 2023          | 30    | 2     | 7                | 1                | —                     | —                     | 37    | 3     |
| Deportivo Cali · Colombia       | 1.ª           | 2024          | 13    | 2     | —                | —                | —                     | —                     | 13    | 2     |
| Deportivo Cali · Colombia       | Total club    | Total club    | 43    | 4     | 7                | 1                | 0                     | 0                     | 50    | 5     |
| Minnesota United Estados Unidos | 1.ª           | 2024          | 12    | 0     | —                | —                | —                     | —                     | 12    | 0     |
| Minnesota United Estados Unidos | Total club    | Total club    | 12    | 0     | 0                | 0                | 0                     | 0                     | 12    | 0     |
| Total carrera                   | Total carrera | Total carrera | 123   | 9     | 18               | 2                | 0                     | 0                     | 141   | 11    |